# Starbuck (Washington)
Starbuck es un pueblo ubicada en el condado de Columbia en el estado estadounidense de Washington. En el año 2000 tenía una población de 128 habitantes y una densidad poblacional de 247,0 personas por km².

## Geografía
Starbuck se encuentra ubicada en las coordenadas 46°31′7″N 118°7′36″O / 46.51861, -118.12667.

## Demografía
Según la Oficina del Censo en 2000 los ingresos medios por hogar en la localidad eran de $18.125, y los ingresos medios por familia eran $21.875. Los hombres tenían unos ingresos medios de $34.063 frente a los $13.750 para las mujeres. La renta per cápita para la localidad era de $14.770. Alrededor del 24,3% de la población estaban por debajo del umbral de pobreza.